# 完全競争
完全競争（かんぜんきょうそう、英: perfect competition）とは、『全ての経済主体（家計や企業）が価格を「所与」として行動している』という仮定である。完全競争における経済主体は価格に対する影響力を一切持たないため、彼らはプライス・テイカー（英: price taker、価格受容者）と呼ばれる。
新古典派経済学の代表的な仮定であり、厚生経済学の基本定理が成り立つための必要条件とされる。

## 概要
新古典派経済学では、個々の企業や家計が生産量や消費量を変更しても市場で成立している価格に影響しないような状況が前提とされる。このような状況を完全競争と呼ぶ。

## 引用文献
- 奥野正寛『ミクロ経済学』東京大学出版会、2008年。ISBN 978-4130421270。
- 奥野正寛; 鈴村興太郎『ミクロ経済学（第一巻）』 第一、岩波書店〈岩波モダン・エコノミックス〉、1985年。ISBN 4-00-004321-8。
- 神取道宏 著「ゲーム理論による経済学の静かな革命」、岩井克人; 伊藤元重 編『現代の経済理論』東京大学出版会、1994年、15 - 56頁。
- 神取道宏『ミクロ経済学の力』日本評論社、2014年。ISBN 9784535557567。
- 武隈慎一『数理経済学』新世社〈新経済学ライブラリ（25）〉、2001年。ISBN 4-88384-024-7。